# Murray megye (Georgia)
Murray megye az Amerikai Egyesült Államokban, azon belül Georgia államban található. Megyeszékhelye és legnagyobb városa Chatsworth. Lakosainak száma 39 973 fő (2020. április 1.). Murray megye Polk, Fannin, Gilmer, Gordon, Whitfield és Bradley megyékkel határos.

## Népesség
A megye népességének változása:
| Lakosok száma | 39 548 | 39 448 | 39 371 | 39 267 | 39 565 | 39 973 |
|               | 2010   | 2011   | 2012   | 2013   | 2015   | 2020   |